# Liste der Baudenkmäler in Vilshofen an der Donau

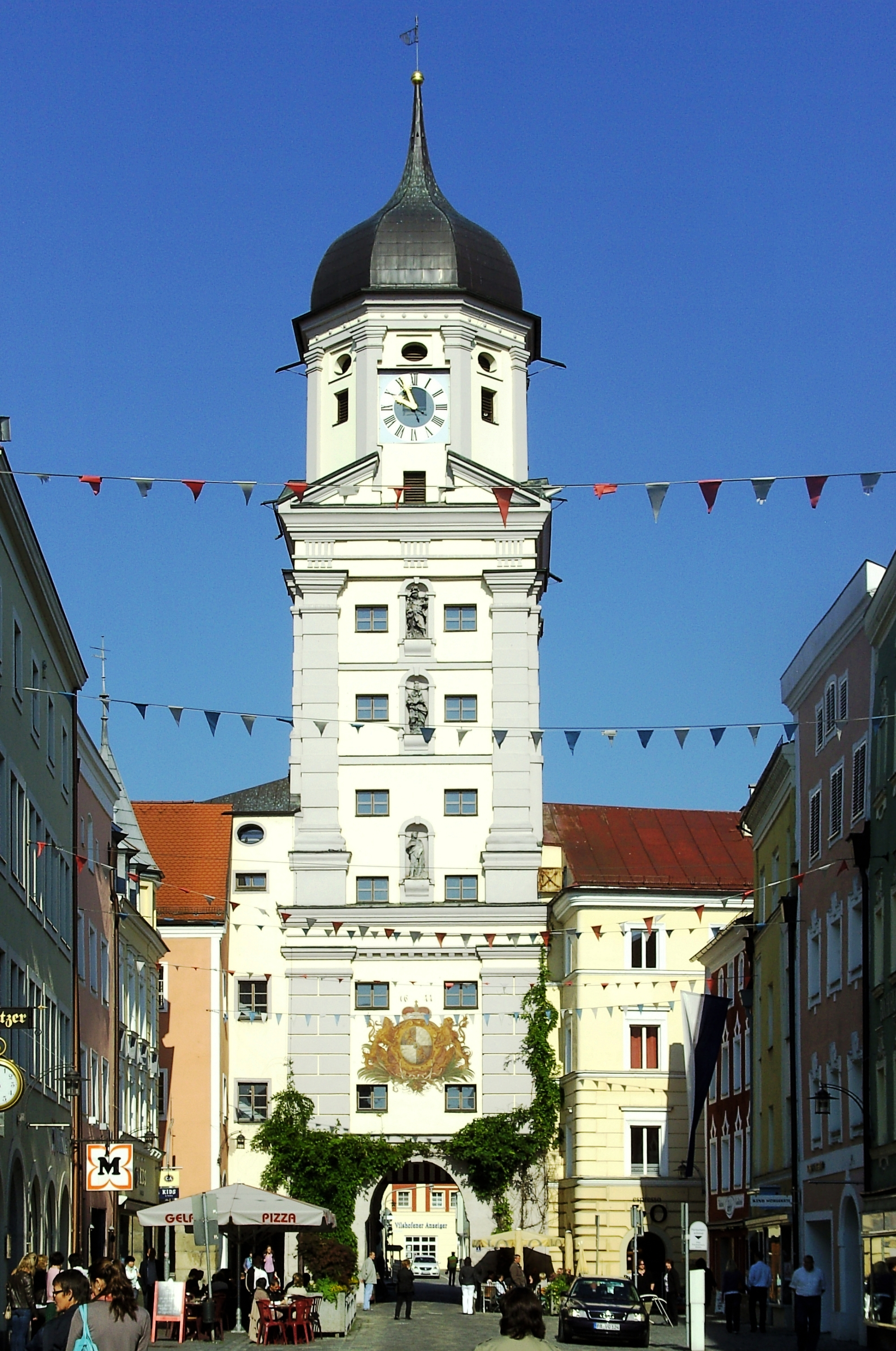
Der Stadtturm von Vilshofen

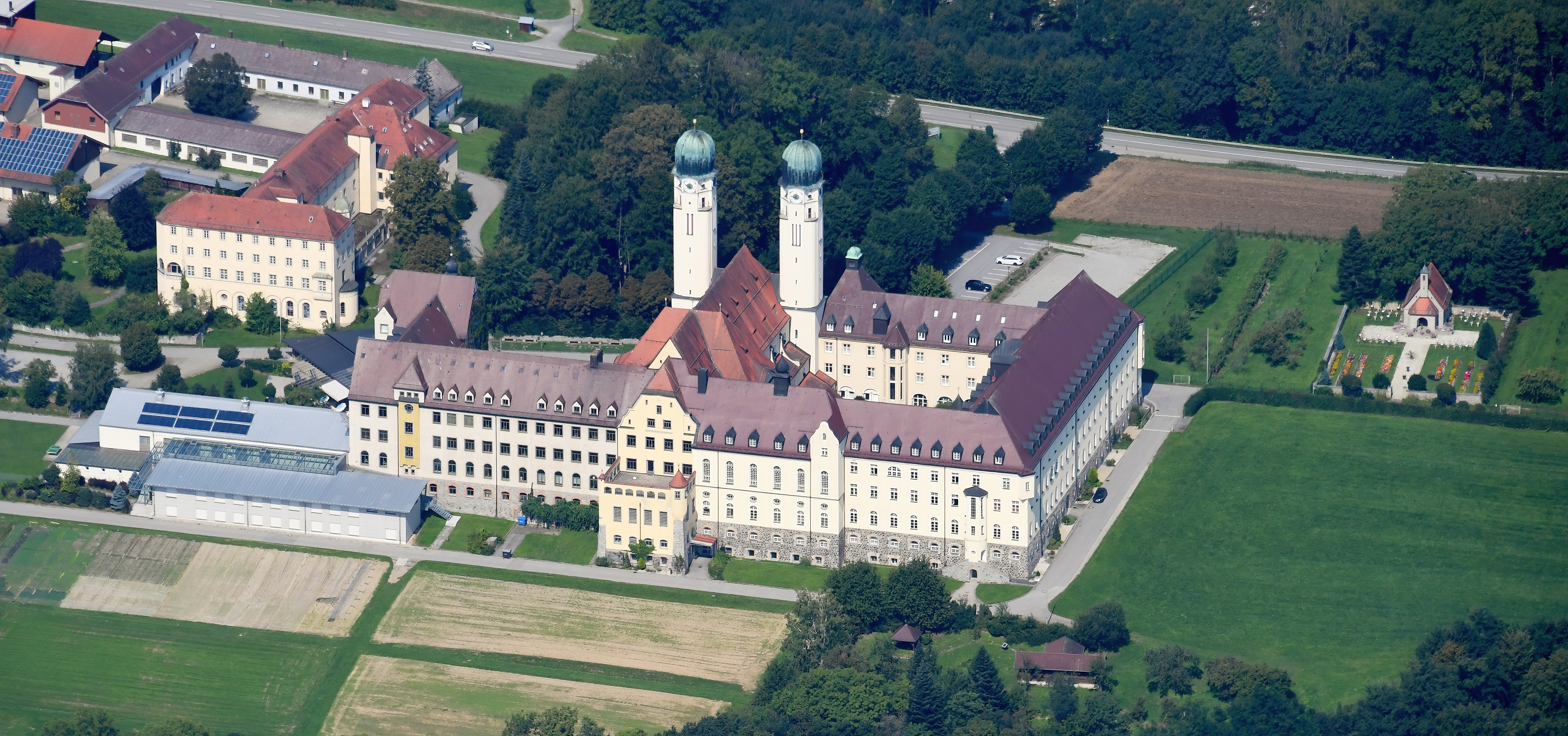
Die Abtei Schweiklberg aus der Luft

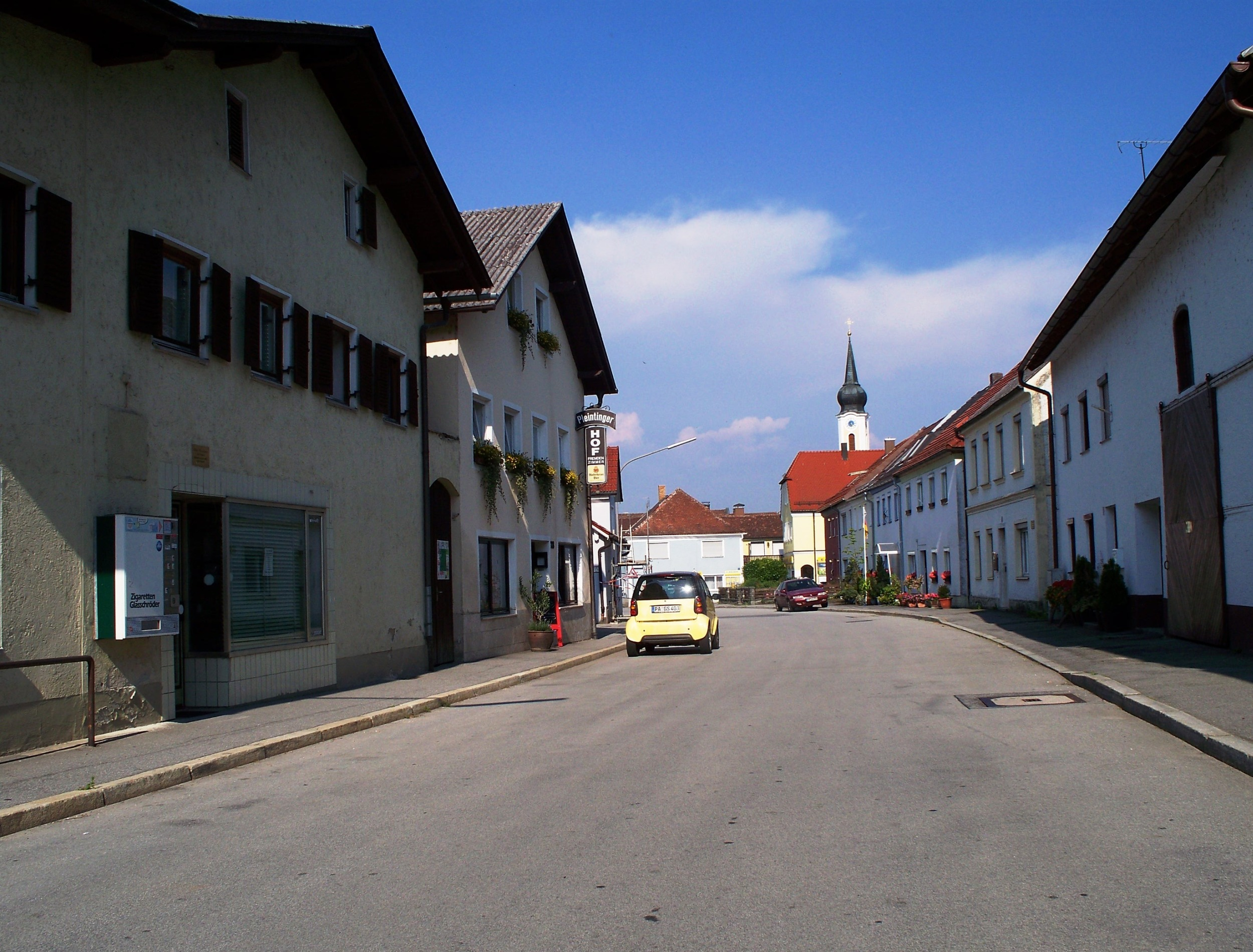
Teil des Ensembles Pleinting

Auf dieser Seite sind die Baudenkmäler in der niederbayerischen Stadt Vilshofen an der Donau zusammengestellt. Diese Tabelle ist eine Teilliste der Liste der Baudenkmäler in Bayern. Grundlage ist die Bayerische Denkmalliste, die auf Basis des Bayerischen Denkmalschutzgesetzes vom 1. Oktober 1973 erstmals erstellt wurde und seither durch das Bayerische Landesamt für Denkmalpflege geführt wird. Die folgenden Angaben ersetzen nicht die rechtsverbindliche Auskunft der Denkmalschutzbehörde.

## Ensembles

### Ensemble Altstadt Vilshofen
Das Ensemble schließt die Stadtanlage des 13. Jahrhunderts, die beiden Vorstädte im Osten und Westen (Vilsvorstadt, Obere Vorstadt) und die Kleinhausbebauung an der Südseite der Altstadt, hinter der „Burg“ und am linken Vilsufer, ein.
Die älteste Siedlung befand sich auf dem rechten Ufer der Vils, unmittelbar vor der Einmündung dieses Flusses in die Donau, in der heutigen Vilsvorstadt. Die Grundrisse der fünf alten Vilshöfe, die in karolingischer Zeit zum Besitz des Klosters Mondsee gehörten und gegen 1100 an das Hochstift Passau gelangten, waren bis in die jüngste Zeit im Grundriss dieser Vorstadt zu erkennen. Die Lehensträger des Hochstifts Passau in Vilshofen, die Grafen von Ortenburg, gründeten 1206 auf dem linken Vilsufer, im Dreieck der Vilsmündung mit der Donau und der Siedlung der fünf Höfe gegenüberliegend, eine städtische Siedlung.
Die Anlage hat etwa rechteckige Form und ist primär auf das rechte Donauufer ausgerichtet; die südöstliche Schmalseite bezieht sich auf das linke Vilsufer. Der Binnenraum der Siedlung ist durch vier parallel zur Donau verlaufende Straßenzüge erschlossen, dabei liegen die südlichen jeweils etwas höher als die nördlichen. Die Donaulände, ehemals das Ufer unmittelbar begleitend, war eine Schiffer- und Fischergasse. Durch die Auflassung der Stadtbefestigung nach 1794 hat sie ihre äußere Einfassung verloren. Es folgt die Donaugasse, ein langer, schmaler, schluchtartiger Straßenzug, geschlossen mit drei- bis viergeschossigen ehemaligen Schiffer- und Handwerkerhäusern bebaut. Auf wesentlich höher gelegenem Gelände dehnt sich der stattlichste Straßenzug aus, der Stadtplatz, ein Straßenmarkt, der im Zuge der Durchgangsstraße liegt, dem die größten Grundstücke und bürgerlichen Anwesen und auch das Rathaus zugehören.

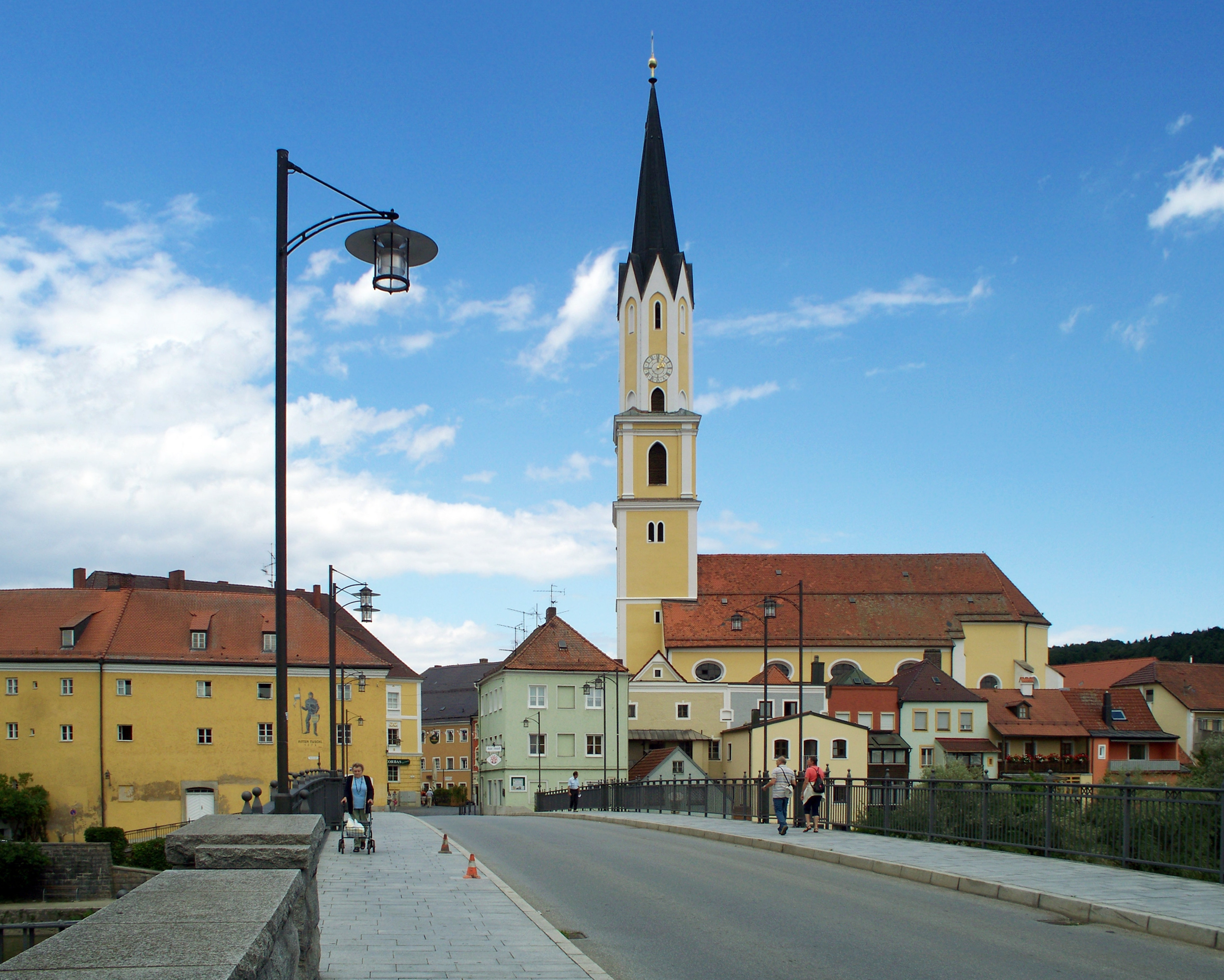
Vilsbrücke und Stadtpfarrkirche

Die Stadtpfarrkirche am Südostende des Platzes, die heute im Platzbild wesentlich mitwirkt, war bis 1794 vom Marktbetrieb des Platzes durch eine Häuserzeile vor ihrer Westseite abgeschirmt, sodass die Einschnürung des Platzes vor seinem Einlaufen in die Vilsbrücke an dieser Stelle wesentlich enger war. Als vierter Straßenzug erschließt die „Burg“ bogenförmig den höchstgelegenen Südteil der Altstadt, in der sich die Stadtburg bzw. der Sitz des Pflegers befand. Die Anlage, die schon 1713 als ruinös bezeichnet wird, kann nicht groß gewesen sein. Von ihr ist nichts mehr zu erkennen, wie auch dieser Bereich überhaupt seinen historischen Charakter fast ganz verloren hat.
Die Marktgründung der Grafen von Ortenburg, die ähnlich wie die Grafen von Bogen im Hochmittelalter zu den mächtigsten Dynasten im niederbayerischen Raum gehörten, kam schon 1241 an die Herzöge von Bayern, nachdem Otto II. sich gewaltsam in den Besitz von Vilshofen gesetzt hatte. Die Wittelsbacher hatten damit die Kontrolle über einen wichtigen Donauübergang gewonnen, sie hatten die Ortenburger in deren Bestreben, Landesherrschaft auszubauen, zurückgeworfen und eine Grenzposition gegen die Passauer Bischöfe geschaffen.

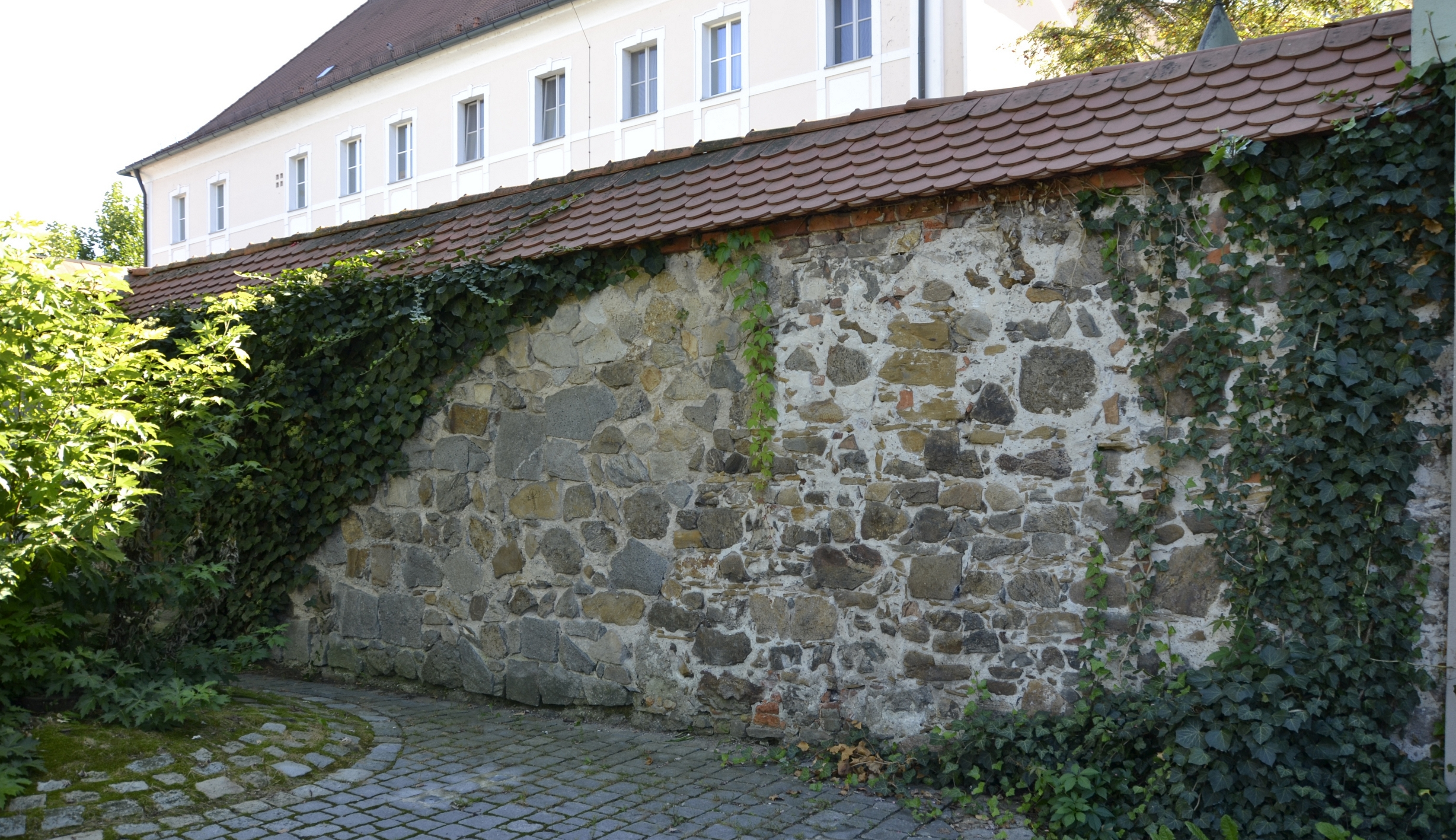
Vilshofen – Stadtmauerrest an der „Unteren Donaulände“

Die Ausgestaltung der Gründung dürfte wesentlich auf die Wittelsbacher zurückzuführen sein, die als Städtegründer große Erfahrung hatten. Sie verliehen Vilshofen Stadtrecht und ließen 1320 die Befestigungsanlagen ausbauen, von denen sich allerdings fast nichts erhalten hat. Planmäßig scheinen auch die Verkehrswege aus dem herzoglichen Kernland bzw. aus dem Vils- und Rottal am Gebiet der Bischöfe vorbei auf den Donauübergang Vilshofen geführt worden zu sein, wo eine herzogliche Maut eingerichtet wurde. Mit diesen von Südwesten herankommenden Straßen traf hier die Donautalstraße von Straubing-Deggendorf-Osterhofen zusammen, und am Nordufer der Donau führten die Wege weiter in den Bayerischen Wald und nach Böhmen.
Der Aufstieg Vilshofens, befördert durch seine Lage und die Funktion als Maut-, Warenumschlags- und Grenzort, wird im Ausbau der beiden Vorstädte deutlich, die schon 1504 genannt werden, allerdings nicht in die Befestigung einbezogen wurden. Die Grundrissstruktur der Oberen Vorstadt wird von der Kreuzung der Donautalstraße mit der über die Donau führenden Süd-Nord-Straße bestimmt. Die Bebauung an der Kreuzung ist relativ stattlich und geschlossen, gegen die Winkel der Vorstadt dagegen aufgelockert und bergwärts in offene, mit kleinen Gärten durchsetzte Vorstadtbauweise übergehend, für die ein- und zweigeschossige Häuser mit Flachsatteldächern charakteristisch sind. Diese Kleinhausbebauung und Gartenzone begleitet auch die gesamte Südfront der Stadt und geht dann im Osten, am Vilsufer, in die malerische Fischerzeile über. Sie weist eine geschlossene Reihe von giebelständigen Häusern mit Flachsatteldächern auf, die auf das Vilsufer bezogen ist und bei der Vilsbrücke an die Kernstadt herantritt.
Gegenüber, am rechten Vilsufer, hat die Stadt mit der Vilsvorstadt einen Brückenkopf ausgebildet. Seine nach Süden führende Hauptachse wird bis zur Gabelung im Bereich der ehemaligen Ursiedlung Vilsuna durch geschlossene Bebauung bestimmt. Flankiert wird die Achse von einer geschlossenen Fischersiedlung vilsaufwärts und von einer Reihe ehemaliger Ledereranwesen vilsabwärts, wodurch das Ufer Gestalt gewinnt.
Aktennummer: E-2-75-154-1

### Ensemble Hauptstraße Pleinting

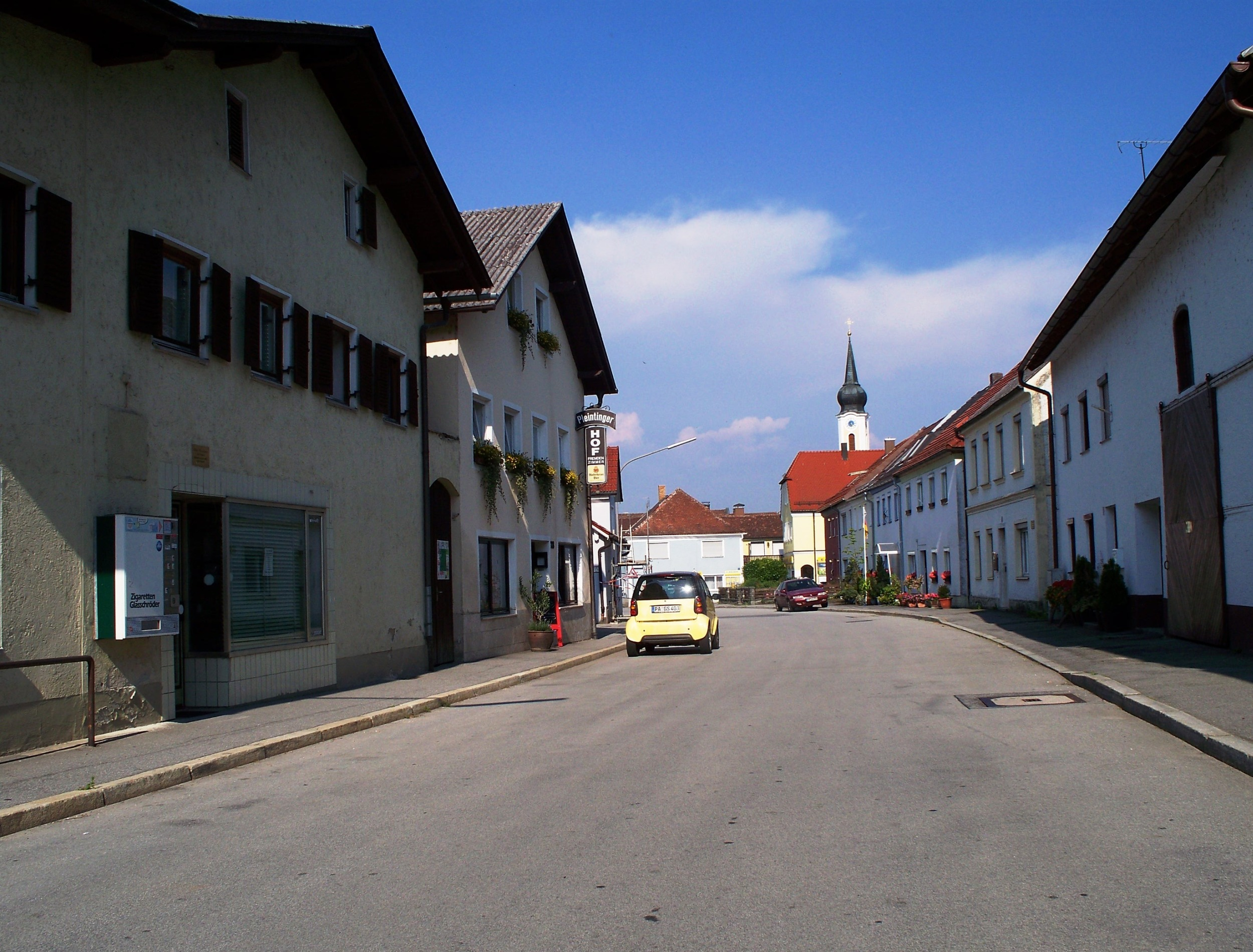

Das Ensemble umfasst die Hauptstraße des kleinen, an der Donau gelegenen Marktortes. Der leicht geknickte, breite Straßenzug wurde nach dem Totalbrand des Marktes 1838 in geschlossener massiver Bauweise und weitgehend gleichartig mit verputzten, meist zweigeschossigen Traufseithäusern wieder aufgebaut.
Die sehr schlichten Bauten zeichnen sich durch weitgehend gleiche Stockwerks- und Traufhöhen aus. Die Akzente im Straßenbild liegen bei den großen, über die übrigen Bauten hinausragenden Gasthöfen. Aus der Strenge der Fluchten spürbar abweichend, gibt sich die profanierte Nikolauskapelle als ein älterer, spätmittelalterlicher Bau zu erkennen.
Im Westen wird das Straßenbild durch das Gasthaus Nr. 56 mit seinem Halbwalmdach wirkungsvoll optisch abgeschlossen.
Aktennummer: E-2-75-154-2

## Stadtbefestigung
| Lage                                                                                                  | Objekt     | Beschreibung | Akten-Nr.      | Bild       |
| --- | ---------- | --- | -------------- | ---------- |
| bei Bürg 19, 22, 31, 35, 37, 39, beim Graben auf der Rückseite der Anwesen Graben 7, 9, 11 (Standort) | Stadtmauer | Um 1320 von den Wittelsbachern errichtet, Reste der Stadtmauer auf der Süd- und Südwestseite zwischen Graben und Bürg, Bruchsteinmauer | D-2-75-154-251 | Stadtmauer |

## Baudenkmäler nach Ortsteilen

### Vilshofen
| Lage                                        | Objekt                                                            | Beschreibung | Akten-Nr.      | Bild                                                              |
| ------------------------------------------- | ----------------------------------------------------------------- | --- | -------------- | ----------------------------------------------------------------- |
| Bahnhofstraße 3, Vilsvorstadt 23 (Standort) | Ehemaliges Krankenhaus                                            | Dreigeschossiger firstparalleler Walmdachbau mit Freitreppe und figuriertem Dreiecksgiebel, spätklassizistisch Mitte 19. Jahrhundert | D-2-75-154-68  | Ehemaliges Krankenhaus                                            |
| Bahnhofstraße 5 (Standort)                  | Wohnhaus                                                          | Dreigeschossiger Mansardwalmdachbau mit zwei Balkonen, ionischer Pilasterordnung und Putzgliederungen, neubarock, 1904 | D-2-75-154-1   | Wohnhaus                                                          |
| Bürg 1 (Standort)                           | Ehemaliges Bürgerspital                                           | Winkelförmiger Komplex, Ostflügel dreigeschossiger Kopfbau mit Walmdach und Passage, daran Südflügel, gestreckter, dreigeschossiger Satteldachbau, im Kern spätmittelalterlich, Umbauten nach 1794, Ostflügel bezeichnet mit 1830 | D-2-75-154-7   | Ehemaliges Bürgerspital                                           |
| Bürg 3 (Standort)                           | Ehemaliges Bruderhaus                                             | Dreigeschossiger Walmdachbau, im Kern 16. Jahrhundert | D-2-75-154-8   | Ehemaliges Bruderhaus                                             |
| Bürg 31 (Standort)                          | Wohnhaus                                                          | Zweigeschossiger und giebelständiger Halbwalmdachbau mit Vorschuss- und hoher Brandmauer, 18. Jahrhundert In der Außenmauer Rest der Stadtmauer | D-2-75-154-5   | Wohnhaus                                                          |
| Bürg 41 (Standort)                          | Wohnhaus                                                          | Angeschlossen an den Stadtturm, dreigeschossiger und traufständiger Steildachbau mit Erdgeschossarkaden, die in Haus Bürg 39 eingreifen, im Kern 17. Jahrhundert | D-2-75-154-2   | Wohnhaus                                                          |
| Donaugasse 4 (Standort)                     | Wohnhaus                                                          | Dreigeschossiger und traufständiger Satteldachbau mit Gesimsgliederungen, Ende 18./Anfang 19. Jahrhundert | D-2-75-154-13  | Wohnhaus                                                          |
| Donaugasse 6 (Standort)                     | Wohnhaus                                                          | Stattlicher, dreigeschossiger und giebelständiger Halbwalmdachbau mit zwei Flacherkern zur Donaulände, im Kern um 1600 | D-2-75-154-14  | Wohnhaus                                                          |
| Donaugasse 9 (Standort)                     | Wohnhaus                                                          | Dreigeschossiger und traufständiger Satteldachbau mit Putzgliederungen, spätklassizistisch, 3. Viertel 19. Jahrhundert | D-2-75-154-12  | Wohnhaus                                                          |
| Donaugasse 10 (Standort)                    | Wohnhaus                                                          | Viergeschossiger und traufständiger Satteldachbau mit Flacherker, zur Donaulände dreigeschossiger und giebelständiger Zwerchflügel mit Mansardwalmdach und Bändergliederung, 17./18. Jahrhundert | D-2-75-154-15  | Wohnhaus                                                          |
| Donaugasse 12 (Standort)                    | Ehemaliges fürstliches Mauthaus                                   | Große, heterogene Vierseitanlage, im Kern 16./17. Jahrhundert, ausgebaut bzw. verändert im 19. Jahrhundert Südöstlich viergeschossiger und traufständiger Mansardwalmdachbau mit gebändertem Erdgeschoss, nordöstlich dreigeschossiger und traufständiger Satteldachbau mit gebändertem Erdgeschoss, nordwestlicher Kopfbau (Mauthaus) dreigeschossiger und giebelständiger Krüppelwalmdachbau mit Bändergliederungen, Kastenerker auf gotischen Rippenanfängern zur Donaulände und Hochwassermarke von 1595, daran das ehemalige Mauttor, rundbogiger Tordurchgang mit barocker Nischenfigur des hl. Johannes Nepomuk | D-2-75-154-16  | weitere Bilder                                                    |
| Donaugasse 13 (Standort)                    | Wohnhaus                                                          | Dreigeschossiger und traufständiger Satteldachbau mit geohrten Fensterrahmen, 17./18. Jahrhundert | D-2-75-154-11  | Wohnhaus                                                          |
| Donaugasse 15 (Standort)                    | Wohnhaus                                                          | Gewinkelter, dreigeschossiger und traufständiger Steildachbau, 17./18. Jahrhundert | D-2-75-154-10  | Wohnhaus                                                          |
| Donaugasse 16 (Standort)                    | Wohnhaus                                                          | Dreigeschossiger und giebelständiger Mansardwalmdachbau mit Katenerker auf Konsolen und Putzgliederungen, 17./18. Jahrhundert | D-2-75-154-17  | Wohnhaus                                                          |
| Donaugasse 19 (Standort)                    | Wohnhaus                                                          | Dreigeschossiger und traufständiger Frackdachbau in Ecklage, mit gewölbter Durchfahrt, im Kern 17./18. Jahrhundert | D-2-75-154-9   | Wohnhaus                                                          |
| Donaugasse 24 (Standort)                    | Wohnhaus                                                          | Zweigeschossiger und giebelständiger Flachsatteldachbau mit Graben, geschweifter Vorschussmauer und Kastenerker, nach 1794 | D-2-75-154-18  | Wohnhaus                                                          |
| Fischerzeile 1 (Standort)                   | Wohnhaus                                                          | Gegliederter Rundbau am Südflügel des ehemaligen Bürgerspitals, zweigeschossiger Walmdachbau mit vorgeblendeten Säulchen und Kielbögen, spätmittelalterlich | D-2-75-154-21  | Wohnhaus                                                          |
| Furtgasse 2 (Standort)                      | Ehemaliges Parkhotel                                              | Dreigeschossiger Walmdachbau mit Altanen, Standerker und Putzgliederungen, im Kern wohl Anfang 19. Jahrhundert, Äußeres neoklassizistisch und im Stil der Zwanziger Jahre | D-2-75-154-22  | Ehemaliges Parkhotel                                              |
| Jahnallee 1 (Standort)                      | Ehemals Bezirksamt, später Landratsamt                            | Dreigeschossiger Walmdachbau mit Putzgliederungen, Zwerchgiebel und korbbogiger Hofeinfahrt, 1906; Zwillingsbau zum ehemaligen Rentamt, Kapuzinerstraße 36 | D-2-75-154-254 | Ehemals Bezirksamt, später Landratsamt                            |
| Jahnallee 3 (Standort)                      | Ehemaliges kurfürstliches weißes Brauhaus                         | Langgestreckter und zweigeschossiger Massivbau mit hohem Satteldach, 1641–43 von Bartolomeo Viscardi, im 19. und 20. Jahrhundert erneuert | D-2-75-154-23  | Ehemaliges kurfürstliches weißes Brauhaus                         |
| Kapuzinerstraße (Standort)                  | Kriegerdenkmal für 1870/71                                        | Bronzefigur der Germania auf Steinsockel mit Inschrifttafeln, nach 1871 | D-2-75-154-30  | Kriegerdenkmal für 1870/71                                        |
| Kapuzinerstraße (Standort)                  | Kriegerdenkmal für 1914-18                                        | Tetrapylon aus bossiertem Quaderwerk, mit Liegefigur eines Gefallenen, flankiert von zwei Pfeilern mit Weiheschalen, um 1925 | D-2-75-154-249 | Kriegerdenkmal für 1914-18                                        |
| Kapuzinerstraße (Standort)                  | Wegkapelle, sogenannte Brunnenkapelle                             | Halbrund schließender Nischenbau mit Giebelfront und offenem Gehäuse, spätbarock, 1717 | D-2-75-154-34  | Wegkapelle, sogenannte Brunnenkapelle                             |
| Kapuzinerstraße 1 (Standort)                | Wohnhaus                                                          | Dreigeschossiger und traufständiger Flachsatteldachbau mit Putzgliederungen und Konsolfries unter der Traufe, wohl 18. Jahrhundert, spätklassizistische Fassade nach Mitte 19. Jahrhundert | D-2-75-154-24  | Wohnhaus                                                          |
| Kapuzinerstraße 3 (Standort)                | Wohnhaus                                                          | Zweigeschossiger und traufständiger Satteldachbau mit übergiebeltem Mittelrisalit und Rundbogenfenstern, Mitte 19. Jahrhundert | D-2-75-154-25  | Wohnhaus                                                          |
| Kapuzinerstraße 5 (Standort)                | Wohnhaus                                                          | Zweigeschossiges und traufständiges Kleinhaus mit Satteldach, versetzter Fassade und Putzgliederungen, Ende 19. Jahrhundert | D-2-75-154-26  | Wohnhaus                                                          |
| Kapuzinerstraße 24 (Standort)               | Ritter-Tuschl-Schule                                              | Dreigeschossiger Walmdachbau mit Mittelrisalit, geschweiftem Uhrengiebel und Putzgliederungen, neubarock, 1902 | D-2-75-154-27  | Ritter-Tuschl-Schule                                              |
| Kapuzinerstraße 32 (Standort)               | Ehemaliges Amtsgericht, heute Finanzamt                           | Zweiflügeliger und dreigeschossiger Flachwalmdachbau mit Pilasterportal und Putzgliederungen, spätklassizistisch, 1868 | D-2-75-154-28  | Ehemaliges Amtsgericht, heute Finanzamt                           |
| Kapuzinerstraße 36 (Standort)               | Ehemals Rentamt, heute Finanzamt                                  | Dreigeschossiger und gestelzter Walmdachbau mit Putzgliederungen, Zwerchgiebel und korbbogiger Hofeinfahrt, neubarock, 1905/06; Zwillingsbau zum ehem. Bezirksamt, Jahnallee 1 | D-2-75-154-29  | Ehemals Rentamt, heute Finanzamt                                  |
| Kapuzinerstraße 54 (Standort)               | Wohnhaus                                                          | Zweigeschossiger Walmdachbau mit Rundbogenöffnungen und Putzgliederungen, Rundbogenstil, 1831 | D-2-75-154-31  | Wohnhaus                                                          |
| Kapuzinerstraße 74 (Standort)               | Katholische Friedhofskirche St. Barbara                           | Katholische Friedhofskirche St. Barbara, Saalbau mit eingezogenem Polygonalchor und Fassadenturm, spätgotisch, 1483–85, seit 1585 Gottesackerkirche, Turm 1873 erhöht; mit Ausstattung Friedhof, mit Grabnischen des späten 19./frühen 20. Jahrhunderts an den Mauern, in der Südwestmauer drei Tore des frühen 19. Jahrhunderts, mittleres Tor mit Giebelfront, Satteldach auf Säulen und schmiedeeisernem Gitter des 16. Jahrhunderts, die seitlichen Tore mit Eckpfeilern und Ädikulaaufbauten | D-2-75-154-32  | Katholische Friedhofskirche St. Barbara                           |
| Kapuzinerstraße 78 (Standort)               | Kath. Neben- und ehem. Wallfahrtskirche Maria Hilf                | Zentralbau über kreuzförmigem Grundriss, mit Flachkuppel, Giebeldachreiter und Putzgliederungen, barock, 1691 von Antonio Riva; mit Ausstattung | D-2-75-154-33  | BW                                                                |
| Kirchplatz 1 (Standort)                     | Wohnhaus                                                          | Dreigeschossiger und giebelständiger Satteldachbau mit Treppengiebel und Putzgliederungen, im Kern wohl 18. Jahrhundert, Fassade 2. Hälfte 19. Jahrhundert | D-2-75-154-35  | Wohnhaus                                                          |
| Kirchplatz 3, 4 (Standort)                  | Pfarrhaus, ehemals Chorherrenstift                                | Stattlicher dreigeschossiger Walmdachbau mit Putzgliederungen und zwei vorgelagerten Treppenbrücken, 18. Jahrhundert, Umbau 1912 | D-2-75-154-36  | Pfarrhaus, ehemals Chorherrenstift                                |
| Kirchplatz 13 (Standort)                    | Ehemals Grabkapelle der Grafen von Schwarzenstein, jetzt Wohnhaus | Dreigeschossiger und traufständiger Halbwalmdachbau mit Putzgliederungen, frühes 15. Jahrhundert, Ausbau zum Wohnhaus 1867 | D-2-75-154-37  | Ehemals Grabkapelle der Grafen von Schwarzenstein, jetzt Wohnhaus |
| Kirchplatz 14 (Standort)                    | Reliefbüste eines Mannes                                          | Im Trauergestus, romanisch; in Südfront des Hauses eingelassen | D-2-75-154-38  | Reliefbüste eines Mannes                                          |
| Kirchplatz 15 (Standort)                    | Wohnhaus                                                          | Zweigeschossiger und traufständiger Satteldachbau mit Putzgliederungen, im Kern wohl 18. Jahrhundert, Fassade klassizistisch, Ende 18. Jahrhundert | D-2-75-154-39  | Wohnhaus                                                          |
| Kirchplatz 18 (Standort)                    | Wohn- und Geschäftshaus                                           | Dreigeschossiger und giebelständiger Halbwalmdachbau mit Vorschussmauer und klassizistischer Fassade, im Kern wohl 18. Jahrhundert | D-2-75-154-40  | Wohn- und Geschäftshaus                                           |
| Kirchplatz 19 (Standort)                    | Wohn- und Geschäftshaus                                           | Zweigeschossiges Steildachhaus mit Schopfwalm und Vorschussmauer, nach 1794 Rückgebäude, ehemalige Bäckerei, eingeschossiger Satteldachbau, bezeichnet mit 1805, mit Grabplatte von 1615 | D-2-75-154-41  | Wohn- und Geschäftshaus                                           |
| Kirchplatz 21 (Standort)                    | Katholische Stadtpfarrkirche St. Johannes d. Täufer               | Wandpfeilerbau mit eingezogenem Polygonalchor, Fassadenturm und Seitenportalen, diese bezeichnet mit 1513, Neubau nach Brand 1794 durch Martin Desch unter Beibehaltung der spätgotischen Umfassungsmauern, Turm im Unterteil spätromanisch, ausgebaut im 17. Jahrhundert und 1865; mit Ausstattung | D-2-75-154-42  | weitere Bilder                                                    |
| Kreppe (Standort)                           | Wegkapelle, sogenannte Groll-Kapelle                              | Halbrund schließender Satteldachbau mit Vordach auf zwei Säulen, bezeichnet mit 1842 | D-2-75-154-43  | Wegkapelle, sogenannte Groll-Kapelle                              |
| Obere Donaulände 4 (Standort)               | Gasthaus zur Blauen Donau                                         | Zweigeschossiger und traufständiger Schopfwalmdachbau mit Eckerker, Anfang 19. Jahrhundert, im Kern älter | D-2-75-154-20  | Gasthaus zur Blauen Donau                                         |
| Obere Donaulände 7 (Standort)               | Villa                                                             | Zweigeschossiger Walmdachbau mit Ecktürmen, Risaliten und Putzgliederungen, neubarock, 1906 | D-2-75-154-19  | Villa                                                             |
| Obere Vorstadt 10 (Standort)                | Wohn- und Geschäftshaus                                           | Zweigeschossiger Eckbau mit Flachwalmdach, Segmentbogenfenstern, Konsolgesims, Schmuckfries und Putzgliederungen, Maximilianstil, nach 1850 | D-2-75-154-46  | Wohn- und Geschäftshaus                                           |
| Obere Vorstadt 15 (Standort)                | Wohn- und Geschäftshaus                                           | Dreigeschossiger Eckbau mit Satteldach, mit Schweifgiebel, Erdgeschossarkaden auf Rundpfeilern und Putzgliederungen, 18./Anfang 19. Jahrhundert | D-2-75-154-45  | Wohn- und Geschäftshaus                                           |
| Ortenburger Straße (Standort)               | Ehemaliges Wasserwerk der Stadt Vilshofen                         | Wasserhochbehälter, Massivbau teilweise unter Erdaufschüttung, mit Polygonalmauerwerk, Eckquaderung und Attikazone, bezeichnet mit 1895 | D-2-75-154-182 | weitere Bilder                                                    |
| Passauer Straße 3 (Standort)                | Grenzstein                                                        | Bayern-Hochstift Passau, 1777, Granit; im Garten von Nr. 26, ursprünglich bei Windorf | D-2-75-154-47  | Grenzstein                                                        |
| Stadtplatz 1 (Standort)                     | Stadtturm                                                         | Neungeschossiger Turm mit Welscher Haube, rundbogiger Durchfahrt und Putzgliederungen, frühbarock, 1644 von Bartholomäus Viscardi | D-2-75-154-44  | weitere Bilder                                                    |
| Stadtplatz 3 (Standort)                     | Wohn- und Geschäftshaus                                           | Dreieinhalbgeschossiger Eckbau mit Flachsatteldach und Putzgliederungen, Neurenaissance, 3. Viertel 19. Jahrhundert | D-2-75-154-67  | Wohn- und Geschäftshaus                                           |
| Stadtplatz 4 (Standort)                     | Wohnhaus                                                          | Dreigeschossiger Halbwalmdachbau mit Vorschussmauer, im Kern wohl 16./17. Jahrhundert, nach 1794 erneuert | D-2-75-154-48  | Wohnhaus                                                          |
| Stadtplatz 5 (Standort)                     | Wohn- und Geschäftshaus                                           | Dreigeschossiger und giebelständiger Eckbau mit Mansardwalmdach und Putzgliederungen, nach 1794 | D-2-75-154-66  | Wohn- und Geschäftshaus                                           |
| Stadtplatz 9 (Standort)                     | Wohn- und Geschäftshaus                                           | Viergeschossiger Halbwalmdachbau mit Vorschussmauer und Putzgliederungen, wohl nach 1794, Putzfassade Anfang 20. Jahrhundert | D-2-75-154-65  | Wohn- und Geschäftshaus                                           |
| Stadtplatz 11 (Standort)                    | Wohn- und Geschäftshaus                                           | Dreigeschossiger und giebelständiger Halbwalmdachbau mit Vorschussmauer, wohl nach 1794, Fassadendekor Neurokoko, 1910 | D-2-75-154-64  | Wohn- und Geschäftshaus                                           |
| Stadtplatz 12 (Standort)                    | Volksbank                                                         | Palaisartiger dreigeschossiger und traufständiger Mansarddachbau, mit Zwerchgaube, Dreiecksgiebel und Putzgliederungen, neuklassizistisch, 1920, im Kern älter | D-2-75-154-49  | Volksbank                                                         |
| Stadtplatz 13, Donaugasse 31 (Standort)     | Wohn- und Geschäftshaus                                           | Vierflügelanlage um Innenhof; dreigeschossiges Hauptgebäude mit Satteldach und hoher Vorschussmauer, rückwärtig anschließende schmale Seitenflügel mit Pultdächern, 16./17. Jahrhundert mit Ausbau in der 1. Hälfte des 19. Jahrhunderts; Rückgebäude, ehemaliger Pferdestall, zweigeschossiger Schopfwalmdachbau, 1846 | D-2-75-154-225 | BW                                                                |
| Stadtplatz 16 (Standort)                    | Gasthaus                                                          | Dreigeschossiger und traufständiger Halbwalmdachbau mit Putzgliederungen und Fenstergittern, klassizistisch, bezeichnet mit 1795 | D-2-75-154-50  | Gasthaus                                                          |
| Stadtplatz 17 (Standort)                    | Gasthaus                                                          | Dreigeschossiger und giebelständiger Satteldachbau mit Vorschussmauer und spätgotischen Fassadengliederungen, 16. Jahrhundert, die Fassade nach 1794 überarbeitet, bezeichnet mit 1824 | D-2-75-154-63  | Gasthaus                                                          |
| Stadtplatz 19 (Standort)                    | Wohn- und Geschäftshaus                                           | Viergeschossiger und giebelständiger Halbwalmdachbau mit Vorschussmauer nach 1794, an der Ostseite gewölbter Durchgang zur Donaugasse, mittelalterlich | D-2-75-154-62  | Wohn- und Geschäftshaus                                           |
| Stadtplatz 22, Bürg 16 (Standort)           | Wohn- und Geschäftshaus                                           | Dreigeschossiger Walmdachbau, im Kern 16. Jahrhundert, Fassade 19. Jahrhundert, im Innenhof hölzerne Hoflauben, um 1800, an der Ostseite gewölbter Gang, von Schwibbogen überfangen, mittelalterlich Rückgebäude, dreigeschossiger und giebelständiger Schopfwalmdachbau, um 1800 | D-2-75-154-51  | Wohn- und Geschäftshaus                                           |
| Stadtplatz 24, Bürg 14 (Standort)           | Wohn- und Geschäftshaus                                           | Dreigeschossiger Walmdachbau mit Putzgliederungen und zweigeschossigem Arkadenhof, im Kern 16./17. Jahrhundert, an der Westseite gewölbter Gang unter Schwibbögen, mittelalterlich Rückgebäude, dreigeschossiger und giebelständiger Schopfwalmdachbau, wohl 17./18. Jahrhundert | D-2-75-154-52  | Wohn- und Geschäftshaus                                           |
| Stadtplatz 25 (Standort)                    | Wohn- und Geschäftshaus, ehemaliges Handwerkerhaus                | Dreigeschossiger und giebelständiger Halbwalmdachbau mit hoher Vorschussmauer, im Kern 16./17. Jahrhundert, Dach und Fassade nach 1794 erneuert | D-2-75-154-61  | Wohn- und Geschäftshaus, ehemaliges Handwerkerhaus                |
| Stadtplatz 26 (Standort)                    | Wohn- und Geschäftshaus                                           | Dreigeschossiger und traufständiger Halbwalmdachbau mit Pilasterportal und Putzgliederungen, klassizistisch, 1797 | D-2-75-154-53  | Wohn- und Geschäftshaus                                           |
| Stadtplatz 27 (Standort)                    | Ehemaliger Gasthof zum goldenen Hirschen, jetzt Rathaus           | Dreigeschossiger Walmdachbau mit Vorschussmauer und Putzgliederungen, im Kern 17./18. Jahrhundert, Fassade nach 1794 | D-2-75-154-60  | weitere Bilder                                                    |
| Stadtplatz 29 (Standort)                    | Rathaus                                                           | Viergeschossiger und winkelförmiger Walmdachbau mit seitlichem Durchgang unter Schwibbögen, 16. Jahrhundert, erneuert nach Brand 1927 | D-2-75-154-59  | weitere Bilder                                                    |
| Stadtplatz 31 (Standort)                    | Ehemaliges Handwerkerhaus                                         | Viergeschossiger und giebelständiger Halbwalmdachbau mit Vorschussmauer und Putzgliederungen, im Kern 16./17. Jahrhundert, Fassadengestaltung 1920er Jahre; Wohnhaus von Franz Seraph Scharrer | D-2-75-154-181 | Ehemaliges Handwerkerhaus                                         |
| Stadtplatz 32 (Standort)                    | Wohn- und Geschäftshaus                                           | Dreigeschossiger Walmdachbau mit Schweifgiebel und Putzgliederungen, im Kern 17. Jahrhundert, Dach wohl nach 1794, Fassade neubarock, um 1908, im Hof Reste eines Arkadenganges | D-2-75-154-54  | Wohn- und Geschäftshaus                                           |
| Stadtplatz 34 (Standort)                    | Gasthaus zum goldenes Lamm                                        | Dreigeschossiger und firstparalleler Halbwalmdach, im Kern 16./17. Jahrhundert, Fassade und Dach nach 1794 | D-2-75-154-55  | Gasthaus zum goldenes Lamm                                        |
| Stadtplatz 38 (Standort)                    | Gasthaus                                                          | Dreigeschossiger Walmdachbau in Ecklage mit Putzgliederungen, frühklassizistisch, nach 1794 | D-2-75-154-56  | Gasthaus                                                          |
| Stadtplatz 43 (Standort)                    | Ehemals Gasthof Post                                              | Große Vierseitanlage des 16./17. Jahrhunderts mit Innenhof, dreigeschossige Fassade zum Stadtplatz nach 1794 und später erneuert, Rückfront zur Donaugasse Im Hof Arkadengang über Konsolen und Pfeilern, 16./17. Jahrhundert | D-2-75-154-58  | Ehemals Gasthof Post                                              |
| Stadtplatz 45 (Standort)                    | Wohn- und Geschäftshaus                                           | Dreigeschossiger Eckbau, mit Mansardwalmdach, Eck-Erkerturm mit Mansarddach, Flacherker und Putzgliederungen, Neurenaissance, 1896 | D-2-75-154-57  | Wohn- und Geschäftshaus                                           |

### Albersdorf
| Lage                                                       | Objekt      | Beschreibung                                                                                               | Akten-Nr.     | Bild |
| ---------------------------------------------------------- | ----------- | --- | ------------- | ---- |
| Albersdorfer Hauptstraße 19 (Standort)                     | Waldlerhaus | Zweigeschossiger, teilweise versteinerter Blockbau mit vorschießendem Flachsatteldach, bezeichnet mit 1771 | D-2-75-154-70 | BW   |
| Roßleite, an der Altstraße Vilshofen–Albersdorf (Standort) | Bildstock   | Breiter Pfeiler mit beiderseitigen Nischen, 18./19. Jahrhundert                                            | D-2-75-154-71 | BW   |

### Algerting
| Lage                    | Objekt                 | Beschreibung | Akten-Nr.     | Bild          |
| ----------------------- | ---------------------- | --- | ------------- | ------------- |
| Algerting 9 (Standort)  | Bauernhaus             | Zweigeschossiger und giebelständiger Blockbau mit aufgesteiltem und vorschießendem Satteldach, Giebel- und Firstschrot und verschindeltem Glockentürmchen, 1757 | D-2-75-154-72 | BW            |
| Algerting 10 (Standort) | Stadel und Backhaus    | Zugehöriger Stadel, traufständiger Halbwalmdachbau mit Putzgliederungen, 2. Viertel 19. Jahrhundert Ehemaliges Backhaus, traufständiger Satteldachbau mit einseitigem Krüppelwalm und rückwärtigem Stadelteil, 2. Viertel 19. Jahrhundert | D-2-75-154-73 | BW            |
| Algerting 12 (Standort) | Wohnstallhaus          | Gielbelgeteilter, zweigeschossiger und traufständiger, teilweise massiver Blockbau mit vorschießendem Satteldach und Giebelschrot, Ende 18. Jahrhundert | D-2-75-154-74 | Wohnstallhaus |
| Algerting 14 (Standort) | Zugehöriger Nordflügel | Zweigeschossiger und traufständiger Stallstadel mit vorschießendem Flachsatteldach und Blockbau-Obergeschoss, 1. Drittel 19. Jahrhundert | D-2-75-154-75 | BW            |
| Algerting 15 (Standort) | Vierseithof            | Wohnhaus, zweigeschossiger und giebelständiger, teilweise ausgemauerter Blockbau, mit vorschießendem Flachsatteldach und Giebelschroten zum Hof, bezeichnet mit 1763, Dach Anfang 20. Jahrhundert erhöht Westflügel, ehemaliger Kuhstall mit Remise, zweigeschossiger, verputzter Ziegelbau, 1. Viertel 19. Jahrhundert Südflügel, zweitenniger Stadel, Massivbau mit Satteldach und verbretterter Ständerkonstruktion, 1. Viertel 19. Jahrhundert Ostflügel, ehemaliger Pferdestall, zweigeschossiger, verputzter Ziegelbau, um 1850 Einfahrtstor, zweiflügelige Holzkonstruktion, 19. Jahrhundert | D-2-75-154-76 | BW            |

### Alkofen
| Lage                                | Objekt                                                  | Beschreibung | Akten-Nr.     | Bild                                                    |
| ----------------------------------- | ------------------------------------------------------- | --- | ------------- | ------------------------------------------------------- |
| Alkofener Hauptstraße 53 (Standort) | Katholische Pfarrkirche St. Joseph                      | Saalbau mit eingezogenem Polygonalchor, Chorflankenturm, unverputztes Backsteinmauerwerk, neugotisch, 1891/92; mit Ausstattung                                     | D-2-75-154-77 | weitere Bilder                                          |
| Alkofener Hauptstraße 82 (Standort) | Katholische Wallfahrtskapelle, sogenannte Bründlkapelle | An alter Quelle, giebelständiger Satteldachbau mit eingezogenem, halbrundem Altarraum, Giebeldachreiter und Putzgliederungen, bezeichnet mit 1843; mit Ausstattung | D-2-75-154-94 | Katholische Wallfahrtskapelle, sogenannte Bründlkapelle |

### Aunkirchen
| Lage                             | Objekt                                      | Beschreibung | Akten-Nr.     | Bild           |
| -------------------------------- | ------------------------------------------- | --- | ------------- | -------------- |
| Aldersbacher Straße 4 (Standort) | Bauernhaus                                  | Zweigeschossiger Flachwalmdachbau mit Konsolenfries, Gurtgesims, und Stichbogenfenstern, spätklassizistisch, um 1862 Hofmauer mit stichbogiger Einfahrt, Holztor und seitlicher Fußgängerpforte, um 1862  | D-2-75-154-78 | Bauernhaus     |
| Vilshofener Straße 2 (Standort)  | Katholische Pfarrkirche Hl. Kreuzauffindung | Saalbau mit eingezogenem Polygonalchor, Fassadenturm und Vorzeichen, spätgotisch, 1515, verlängert 1897, Turmbau 1887; mit Ausstattung Friedhofsmauer, geschlossener Bering, im Kern wohl 16. Jahrhundert | D-2-75-154-80 | weitere Bilder |

### Bergham
| Lage                  | Objekt      | Beschreibung | Akten-Nr.     | Bild        |
| --------------------- | ----------- | --- | ------------- | ----------- |
| In Bergham (Standort) | Dorfkapelle | Giebelständiger und polygonal geschlossener Satteldachbau mit Putzgliederungen und Dachreiter, 1855; mit Ausstattung | D-2-75-154-81 | Dorfkapelle |

### Birkenöd
| Lage                  | Objekt                       | Beschreibung | Akten-Nr.     | Bild |
| --------------------- | ---------------------------- | --- | ------------- | ---- |
| Birkenöd 1 (Standort) | Wohnhaus eines Vierseithofes | Zweigeschossiges Wohnstallhaus mit vorschießendem Satteldach, Blockbau-Obergeschoss und Traufschrot, Anfang 19. Jahrhundert, Dach später | D-2-75-154-82 | BW   |

### Eckersberg
| Lage                    | Objekt                                  | Beschreibung | Akten-Nr.     | Bild |
| ----------------------- | --------------------------------------- | --- | ------------- | ---- |
| Eckersberg 1 (Standort) | Wohnhaus eines ehemaligen Vierseithofes | Dreigeschossiges und traufständiges Wohnstallstadelhaus mit vorschießendem Satteldach, Blockbau-Obergeschoss und Traufschrot, 2. Hälfte 18. Jahrhundert, Dach später | D-2-75-154-86 | BW   |

### Edlpoint
| Lage                  | Objekt                     | Beschreibung | Akten-Nr.     | Bild |
| --------------------- | -------------------------- | --- | ------------- | ---- |
| Edlpoint 3 (Standort) | Wohnhaus des Vierseithofes | Zweigeschossiges und giebelgeteiltes Wohnstallhaus mit vorschießendem und aufgesteiltem Satteldach, Obergeschoss-Blockbau und Traufschrot, 2. Hälfte 18. Jahrhundert | D-2-75-154-87 | BW   |

### Einöd
| Lage                  | Objekt      | Beschreibung | Akten-Nr.     | Bild |
| --------------------- | ----------- | --- | ------------- | ---- |
| Einöd 6 (Standort)    | Bauernhaus  | Stattliches, zweigeschossiges und giebelgeteiltes Wohnstallhaus mit vorschießendem Flachsatteldach, Blockbau-Obergeschoss, Kniestock und zwei Giebelschroten mit geschnitzten Schrotsäulen und profilierten Türstürzen, bezeichnet mit 1825                                                                             | D-2-75-154-88 | BW   |
| Einöd 11 (Standort)   | Vierseithof | Wohnhaus, zweigeschossiger und verputzter Ziegelbau mit Halbwalmdach, um 1850 über einen Torbogen daran angeschlossener Stalltrakt, zweigeschossiger Ziegelbau mit Halbwalmdach, 2. Viertel 19. Jahrhundert Stadel, verbretterter Ständerbau mit Satteldach, 1912 Remise, zweigeschossiger Satteldachbau, 1862 und 1912 | D-2-75-154-89 | BW   |
| Flur Einöd (Standort) | Feldkapelle | Polygonal geschlossener Satteldachbau mit Putzrahmungen und Blechdach, 1. Hälfte 19. Jahrhundert; mit Ausstattung; zum Hof Einöd 11 gehörig | D-2-75-154-90 | BW   |

### Giglmörn
| Lage                  | Objekt                                                                 | Beschreibung | Akten-Nr.      | Bild |
| --------------------- | ---------------------------------------------------------------------- | --- | -------------- | ---- |
| Giglmörn 1 (Standort) | Sogenanntes Egerer-Anwesen, ehemals Sitz des „Neuburgischen Amtmannes“ | Wohnstallhaus, zweigeschossiger und traufständiger Steildachbau mit kleinem Traufschrot, 18. Jahrhundert, Veränderungen 3. Drittel 19. Jahrhundert Stallstadel, zweigeschossiger und giebelständiger Steildachbau, Tenne mit Taubenkobel und Hühnerstall, Sockel Bohlen über Mischsteinmauerwerk, 18./19. Jahrhundert | D-2-75-154-176 | BW   |
| Giglmörn 3 (Standort) | Wohnhaus eines Vierseithofes                                           | Zweigeschossiger und traufständiger Flachsatteldachbau mit Dachüberstand, Kniestock, verschaltem Blockbau-Obergeschoss und giebelseitigem Bretterschrot, 1. Drittel 19. Jahrhundert, Dach später | D-2-75-154-92  | BW   |

### Gruböd
| Lage                            | Objekt                          | Beschreibung | Akten-Nr.      | Bild |
| ------------------------------- | ------------------------------- | --- | -------------- | ---- |
| Hohentanner Straße 2 (Standort) | Bauernhaus (Klinger)            | Zweigeschossiger und traufständiger Flachsatteldachbau mit Dachüberstand, Blockbau-Obergeschoss mit Giebelschroten, Ende 18. Jahrhundert | D-2-75-154-164 | BW   |
| Flur Gruböd (Standort)          | Kilometerstein nach Waldkirchen | Granitrundling, um 1900 | D-2-75-154-244 | BW   |

### Haißenöd
| Lage                  | Objekt     | Beschreibung                                                                                             | Akten-Nr.     | Bild |
| --------------------- | ---------- | --- | ------------- | ---- |
| Hundsöd 23 (Standort) | Wegkapelle | Giebelständiger Satteldachbau mit eingezogener Polygonalapsis und mit Dachreiter, Anfang 19. Jahrhundert | D-2-75-154-96 | BW   |

### Hausbach
| Lage                  | Objekt                                 | Beschreibung | Akten-Nr.     | Bild           |
| --------------------- | -------------------------------------- | --- | ------------- | -------------- |
| Hausbach 2 (Standort) | Katholische Filialkirche St. Magdalena | Ursprünglich St. Maria, Rundbau mit Mittelstütze und Zeltdach, Westturm, südlichem Sakristeianbau und Treppenturm, Umfassungsmauern spätromanisch, Umbauten 1333, Wölbung 1470, Turm im Kern 17. Jahrhundert, Umgestaltung des Turms 1761 und 19. Jahrhundert, Sakristei 18. Jahrhundert; mit Ausstattung Schwibbogen als Übergang in das südliche Wohnhaus, wohl 18. Jahrhundert | D-2-75-154-97 | weitere Bilder |

### Hennermais
| Lage                     | Objekt     | Beschreibung | Akten-Nr.     | Bild |
| ------------------------ | ---------- | --- | ------------- | ---- |
| Hennermais 21 (Standort) | Bauernhaus | Zweigeschossiger und giebelständiger Blockbau mit vorschießendem Flachsatteldach, Kniestock und Traufschrot, rückwärtig versteinert, Mitte 19. Jahrhundert | D-2-75-154-98 | BW   |

### Hitzling
| Lage                   | Objekt                       | Beschreibung | Akten-Nr.     | Bild |
| ---------------------- | ---------------------------- | --- | ------------- | ---- |
| Hitzling 21 (Standort) | Wohnhaus eines Dreiseithofes | Zweigeschossiges und giebelständiges Bauernhaus mit vorschießendem Satteldach, Blockbau-Obergeschoss und Traufschrot, Ende 18. Jahrhundert, Dach später | D-2-75-154-99 | BW   |

### Hochreit
| Lage                  | Objekt                       | Beschreibung | Akten-Nr.      | Bild |
| --------------------- | ---------------------------- | --- | -------------- | ---- |
| Hochreit 2 (Standort) | Wohnhaus eines Dreiseithofes | Zweigeschossiger und giebelständiger Flachsatteldachbau mit Dachüberstand, teilweise versteinertem Blockbau-Obergeschoss, Giebelschrot und profiliertem Türsturz, Mitte 19. Jahrhundert | D-2-75-154-100 | BW   |

### Holzhäuser
| Lage                    | Objekt                    | Beschreibung | Akten-Nr.      | Bild |
| ----------------------- | ------------------------- | --- | -------------- | ---- |
| Holzhäuser 3 (Standort) | Bauernhaus                | Zweigeschossiger Blockbau mit vorschießendem Steildach und Traufschrot, Ende 18. Jahrhundert, Steildach später.               | D-2-75-154-103 | BW   |
| Holzhäuser 9 (Standort) | Wohnteil eines Hakenhofes | Zweigeschossiger Blockbau mit vorschießendem Flachsatteldach und kleinem Traufschrot, 2. Viertel 19. Jahrhundert, Dach später | D-2-75-154-105 | BW   |

### Hörgessing
| Lage                    | Objekt     | Beschreibung | Akten-Nr.      | Bild       |
| ----------------------- | ---------- | --- | -------------- | ---------- |
| Hörgessing 4 (Standort) | Wegkapelle | Giebelständiger, verschalter Holzständer-Bau mit vorgezogenem Satteldach, 1830/40, 1855 von Bergham hierher übertragen | D-2-75-154-180 | Wegkapelle |

### Kapping
| Lage                  | Objekt                     | Beschreibung | Akten-Nr.      | Bild |
| --------------------- | -------------------------- | --- | -------------- | ---- |
| Kapping 46 (Standort) | Wohnhaus des Vierseithofes | Zweigeschossiger und giebelständiger Blockbau mit vorschießendem Satteldach und kleinem Traufschrot, 18./19. Jahrhundert, Dach später Ostflügel mit Traidkasten, zweigeschossiger und traufständiger Satteldachbau mit Blockbau-Obergeschoss, 18./19. Jahrhundert | D-2-75-154-107 | BW   |

### Kehrwisching
| Lage                                | Objekt                     | Beschreibung | Akten-Nr.      | Bild |
| ----------------------------------- | -------------------------- | --- | -------------- | ---- |
| Kehrwischinger Straße 28 (Standort) | Wohnhaus des Vierseithofes | Ehemaliger zweigeschossiger Blockbau, wohl noch 18. Jahrhundert, in den 1930er Jahren Aufstockung mit Firstdrehung und Ausbau des westlichen Wirtschaftsteils | D-2-75-154-108 | BW   |

### Knadlarn
| Lage                    | Objekt                                           | Beschreibung | Akten-Nr.      | Bild |
| ----------------------- | ------------------------------------------------ | --- | -------------- | ---- |
| Knadlarn 2 d (Standort) | Hofkapelle                                       | Polygonal schließender Satteldachbau, bezeichnet mit 1851; mit Ausstattung | D-2-75-154-110 | BW   |
| Knadlarn 2 d (Standort) | Mühle an der Wolfach in Form eines Vierseithofes | 2. Viertel 19. Jahrhundert Wohnhaus, zweigeschossiger und giebelständiger Halbwalmdachbau mit seitlichem Dachüberstand und Traufschrot Wirtschaftsgebäude, Walm- und Halbwalmdachbau mit vorschießender Traufe, Brockenmauerwerk, Giebelmauer in Ziegel | D-2-75-154-109 | BW   |
| Knadlarn 2 d (Standort) | Kilometerstein nach Vilshofen und Ortenburg      | Granitrundling, um 1900 | D-2-75-154-245 | BW   |

### Kothwies
| Lage                   | Objekt              | Beschreibung | Akten-Nr.      | Bild |
| ---------------------- | ------------------- | --- | -------------- | ---- |
| Kothwies 21 (Standort) | Rottaler Bauernhaus | Zweigeschossiger und traufständiger Blockbau mit vorschießendem Flachsatteldach, Giebelschroten mit gedrechselten Stangen, reich bemalte Balkenköpfe, um 1780/90 | D-2-75-154-112 | BW   |

### Liessing
| Lage                   | Objekt                                  | Beschreibung | Akten-Nr.      | Bild |
| ---------------------- | --------------------------------------- | --- | -------------- | ---- |
| Liessing 3 (Standort)  | Zugehöriger Stallstadel mit Traidkasten | Zweigeschossiger Flachdachbau mit Blockbau-Obergeschoss, wohl Ende 18. Jahrhundert                                                                        | D-2-75-154-113 | BW   |
| Liessing 4 (Standort)  | Bauernhaus                              | Gestelzter zweigeschossiger und traufständiger Flachsatteldachbau mit Dachüberstand, Blockbau-Obergeschoss und Giebelschrot, Ende 18. Jahrhundert         | D-2-75-154-114 | BW   |
| Liessing 14 (Standort) | Wohnhaus des Vierseithofes              | Zweigeschossiger und giebelständiger Satteldachbau mit Dachüberstand, mit teilweise verschaltem Blockbau-Obergeschoss, im Kern 1. Drittel 19. Jahrhundert | D-2-75-154-115 | BW   |
| Liessing 15 (Standort) | Wohnstallhaus des Dreiseithofes         | Zweigeschossige rund traufständiger Satteldachbau mit Blockbau-Obergeschoss und Traufschrot, 2. Viertel 19. Jahrhundert, Dach später                      | D-2-75-154-116 | BW   |

### Maierholz
| Lage                    | Objekt                     | Beschreibung | Akten-Nr.      | Bild |
| ----------------------- | -------------------------- | --- | -------------- | ---- |
| Maierholz 12 (Standort) | Wohnhaus des Vierseithofes | Zweigeschossiger und traufständiger, teilweise verschalter Blockbau mit vorschießendem Flachsatteldach, 1. Drittel 19. Jahrhundert | D-2-75-154-119 | BW   |
| Maierholz 14 (Standort) | Kleinbauernhaus            | Zweigeschossiges und giebelständiges Flachdachhaus mit Dachüberstand und Blockbau-Obergeschoss, 1. Drittel 19. Jahrhundert         | D-2-75-154-120 | BW   |

### Marterberg
| Lage                    | Objekt                     | Beschreibung | Akten-Nr.      | Bild |
| ----------------------- | -------------------------- | --- | -------------- | ---- |
| Marterberg 1 (Standort) | Wohnhaus des Vierseithofes | Zweigeschossiger und giebelständiger, teilerneuerter Blockbau mit vorschießendem Satteldach, im Kern 1. Drittel 19. Jahrhundert                             | D-2-75-154-122 | BW   |
| Marterberg 5 (Standort) | Alte Ausstattung           | der 1962 erneuerten Ortskapelle | D-2-75-154-126 | BW   |
| Marterberg 5 (Standort) | Hakenhof                   | Zweigeschossiger und verbretterter Blockbau mit vorschießendem Satteldach, Traufschrot, Remise und Traidkasten, 1. Drittel 19. Jahrhundert, Dach später     | D-2-75-154-123 | BW   |
| Marterberg 9 (Standort) | Einfirsthof                | Zweigeschossiger und giebelständiger Mittertennbau mit Satteldach, Blockbau-Obergeschoss und blechgedecktem Giebelschrot, Ende 18. Jahrhundert, Dach später | D-2-75-154-124 | BW   |

### Pleinting
| Lage                         | Objekt                                   | Beschreibung | Akten-Nr.      | Bild                                     |
| ---------------------------- | ---------------------------------------- | --- | -------------- | ---------------------------------------- |
| Am Urfahr 1 (Standort)       | Ehemaliges Fährhaus                      | Zweigeschossiger Walmdachbau mit gerahmten Fenstern und Biedermeiertür, nach 1838 | D-2-75-154-128 | BW                                       |
| Frauenberg (Standort)        | Katholische Wallfahrtskapelle Maria Hilf | Saalbau mit eingezogenem Polygonalchor, Giebeldachreiter, Vordach auf Pfeilern, Putzrahmungen, neugotisch, bezeichnet mit 1857; mit Ausstattung | D-2-75-154-129 | Katholische Wallfahrtskapelle Maria Hilf |
| Friedhofstraße (Standort)    | Katholische Friedhofskapelle St. Stephan | Rechteckiger Saalbau mit Spitzbogenportal und Giebeldachreiter, erhaltener Chor einer älteren Pfarrkirche von 1444 | D-2-75-154-131 | Katholische Friedhofskapelle St. Stephan |
| Friedhofstraße 4 (Standort)  | Katholische Dreifaltigkeitskapelle       | Halbrund schließender Satteldachbau mit Giebelfront und Pilastern, Ende 18. Jahrhundert; mit Ausstattung | D-2-75-154-132 | Katholische Dreifaltigkeitskapelle       |
| Friedhofstraße 12 (Standort) | Katholische Pfarrkirche St. Stephan      | Saalkirche mit eingezogenem Polygonalchor, Westturm, zwei Vorzeichen und Putzgliederungen, neubarock, 1897–1900 von Johann Baptist Schott | D-2-75-154-130 | weitere Bilder                           |
| Hauptstraße 32 (Standort)    | Gasthof Baumgartner                      | Geschlossene, zweigeschossige Vierseitanlage mit Walmdächern Südflügel mit zur Straße erhöhtem Dach, Mittelrisalit mit Korbbogentor Ost- und Westflügel im Hof mit Arkaden nach Norden Stalltrakt, im Kern wohl 17. Jahrhundert, Umbauten nach 1838 | D-2-75-154-133 | Gasthof Baumgartner                      |
| Hauptstraße 34 (Standort)    | Ehemalige Kapelle St. Nikolaus           | Traufständiger Saalbau mit Steildach und Polygonalapsis, 1404, Langhaus 17. Jahrhundert, seit 1901 profaniert und umgebaut | D-2-75-154-134 | BW                                       |
| Hauptstraße 35 (Standort)    | Ehemaliger Brauereigasthof               | Zweigeschossiger Walmdachbau mit Durchfahrt, Rundbogenstil, nach 1838 | D-2-75-154-135 | Ehemaliger Brauereigasthof               |
| Hauptstraße 44 (Standort)    | Ehemaliges Schulhaus                     | Zweigeschossiger Walmdachbau in Ecklage mit Segmentbogenfenstern, nach 1838 | D-2-75-154-136 | Ehemaliges Schulhaus                     |
| Hauptstraße 45 (Standort)    | Gasthof                                  | Zweigeschossiger Eckbau mit Satteldach und profiliertem Rundbogenportal, 3. Viertel 19. Jahrhundert | D-2-75-154-137 | Gasthof                                  |
| Hauptstraße 56 (Standort)    | Gasthaus zur Blauen Donau                | Zweigeschossiger und giebelständiger Halbwalmdachbau mit Eckerker, nach 1838 | D-2-75-154-139 | BW                                       |

### Primsdobl
| Lage                    | Objekt   | Beschreibung | Akten-Nr.      | Bild |
| ----------------------- | -------- | --- | -------------- | ---- |
| Primsdobl 20 (Standort) | Wohnhaus | Zweigeschossiger und giebelständiger Flachsatteldachbau mit Dachüberstand, verschaltem Blockbau-Obergeschoss und Giebelschrot, Mitte 19. Jahrhundert | D-2-75-154-141 | BW   |

### Reut
| Lage               | Objekt                              | Beschreibung | Akten-Nr.      | Bild |
| ------------------ | ----------------------------------- | --- | -------------- | ---- |
| Reut 4 (Standort)  | Wohnhaus des Vierseithofes          | Zweigeschossiger und giebelständiger Blockbau mit Schopfwalmdach, Kniestock und kleinem Traufschrot, 2. Viertel 19. Jahrhundert                     | D-2-75-154-143 | BW   |
| Reut 12 (Standort) | Wohnhaus des Einzelhofs Zum Schwarz | Zweigeschossiger Flachsatteldachbau mit Dachüberstand, Blockbau-Obergeschoss und Giebelschrot, um 1840, 1896 nach Osten erweitert und Dach gesteilt | D-2-75-154-144 | BW   |

### Sandbach
| Lage                                                                          | Objekt                                           | Beschreibung | Akten-Nr.      | Bild |
| ----------------------------------------------------------------------------- | ------------------------------------------------ | --- | -------------- | ---- |
| Sandbacher Straße 41; Sandbacher Straße 43; Sandbacher Straße 43 a (Standort) | Gasthaus Kuffner                                 | Stattlicher zweigeschossiger und traufständiger Satteldachbau mit Konsolen-, Dreipass-, Treppenfries und neugotischer Haustür, letztes Viertel 19. Jahrhundert Rückwärtig Stallstadel mit Heuboden und Knechtkammer, Schopfwalmdachbau, um 1840 Stadel, traufständiger Steildachbau mit zwei Durchfahrtstoren, 19. Jahrhundert | D-2-75-154-146 | BW   |
| Steinmetzgaßl 5 (Standort)                                                    | Katholische Filialkirche St. Nikolaus und Martin | Saalbau mit polygonalem Chor, Chorflankenturm und Strebepfeilern auf der Nordseite, spätgotisch, 15. Jahrhundert, Turm 14. Jahrhundert, 1861 Langhauserweiterung und Turmerhöhung; mit Ausstattung | D-2-75-154-147 | BW   |

### Scheunöd
| Lage                  | Objekt     | Beschreibung | Akten-Nr.      | Bild |
| --------------------- | ---------- | --- | -------------- | ---- |
| Scheunöd 6 (Standort) | Bauernhaus | Zweigeschossiger und traufständiger, teilweise versteinerter Blockbau mit vorschießendem Flachsatteldach, 2. Hälfte 18. Jahrhundert | D-2-75-154-148 | BW   |

### Schmalhof
| Lage                                  | Objekt                        | Beschreibung                                                                                    | Akten-Nr.      | Bild |
| ------------------------------------- | ----------------------------- | ----------------------------------------------------------------------------------------------- | -------------- | ---- |
| Albersdorfer Hauptstraße 6 (Standort) | Waldkapelle mit Lourdesgrotte | Giebelständiges und halbrund schließendes, offenes Gehäuse mit Flachsatteldach, 19. Jahrhundert | D-2-75-154-149 | BW   |

### Schönerting
| Lage                      | Objekt                                | Beschreibung | Akten-Nr.      | Bild           |
| ------------------------- | ------------------------------------- | --- | -------------- | -------------- |
| Schönerting 29 (Standort) | Katholische Filialkirche St. Nikolaus | Saalbau mit leicht eingezogenem Polygonalchor, Vorzeichen und Westturm mit Putzgliederungen, spätgotisch, bezeichnet mit 1494, 1756 Turmerhöhung, Spitzhelm 1854 | D-2-75-154-150 | weitere Bilder |

### Schullering
| Lage                            | Objekt      | Beschreibung | Akten-Nr.      | Bild |
| ------------------------------- | ----------- | --- | -------------- | ---- |
| Pleintinger Straße 1 (Standort) | Einfirsthof | Zweigeschossiger und traufständiger Flachsattelbau mit Dachüberstand, Blockbau-Obergeschoss und Giebelschrot, 2. Viertel 19. Jahrhundert | D-2-75-154-165 | BW   |

### Schwanham
| Lage                   | Objekt                               | Beschreibung                                                                                     | Akten-Nr.      | Bild |
| ---------------------- | ------------------------------------ | ------------------------------------------------------------------------------------------------ | -------------- | ---- |
| Schwanham 9 (Standort) | Zugehöriger Stallstadel mit Heuboden | Zweigeschossiger Satteldachbau mit Dachüberstand, Blockbau-Obergeschoss und Traufschrot, um 1800 | D-2-75-154-154 | BW   |

### Schweiklberg
| Lage                      | Objekt                                                                       | Beschreibung | Akten-Nr.      | Bild           |
| ------------------------- | ---------------------------------------------------------------------------- | --- | -------------- | -------------- |
| Schweiklberg 1 (Standort) | Missionsbenediktinerabtei zur heiligsten Dreifaltigkeit auf dem Schweiklberg | Landschaftsprägende Anlage auf einem Hügelrücken südwestlich von Vilshofen, Gründung 1904, 1914 Erhebung zur Abtei Abteikirche zur heiligsten Dreifaltigkeit, Wandpfeilerkirche mit halbrunder Apsis, Querhaus, zwei Fassadentürmen und Vorhalle, reduzierter Jugendstil, 1909–11 nach Plänen von Michael Kurz; mit Ausstattung Klostergebäude, stattliche Dreiflügelanlage mit Mitteltrakt um zwei Kreuzhöfe, drei- bis viergeschossige Sattel- und Walmdachbauten, Sockelzone aus Quadermauerwerk, ab 1911, jüngere Teile 1923 und 1935 Pfortenhaus, dreigeschossiger Steilwalmdachbau mit Firsttürmchen, Eckerker und gewölbter Eingangshalle, um 1904 Ehemaliges Seminargebäude, heute Schule, mit nördlichem Querflügel, ehemalige Schulkirche und Glockentürmchen, drei- bis viergeschossiger Zweiflügelbau mit Satteldächern, Sockelzone aus Quadermauerwerk, 1904 Friedhofskapelle, polygonal geschlossener Quaderbau mit Satteldach, Glockendachreiter und offenem Vorzeichen, um 1940/45 Mönchsfriedhof, ummauerte Rechteckanlage, angelegt wohl ab 1904/06 Allee von der Schweiklbergstraße zur Kirchenfassade, erstes Viertel 20. Jahrhundert | D-2-75-154-152 | weitere Bilder |

### Seestetten
| Lage                              | Objekt      | Beschreibung | Akten-Nr.      | Bild |
| --------------------------------- | ----------- | --- | -------------- | ---- |
| Seestettener Straße 15 (Standort) | Wohnhaus    | Zweigeschossiger und giebelständiger Flachsatteldachbau mit Dachüberstand und Traufschrot, Mitte 19. Jahrhundert Ehemaliges Wohnhaus des Dichters Hans Carossa | D-2-75-154-157 | BW   |
| Wimmstraße 1 (Standort)           | Dorfkapelle | Traufständiger Flachsatteldachbau mit Giebeldachreiter und deutschem Band, erbaut 1874, im Giebel Epitaph, um 1660; mit Ausstattung                            | D-2-75-154-158 | BW   |

### Strenn
| Lage                 | Objekt                          | Beschreibung | Akten-Nr.      | Bild |
| -------------------- | ------------------------------- | --- | -------------- | ---- |
| Strenn 18 (Standort) | Wohnhaus der ehemaligen Ölmühle | Zweigeschossiger und giebelständiger Blockbau mit teilweise massivem Erdgeschoss und vorschießendem Flachsatteldach, profilierten Knickbögen und Giebelschroten mit gedrechselten Stangen und Resten einstmals reicher Bemalung, 1743 | D-2-75-154-161 | BW   |

### Sollasöd
| Lage                     | Objekt                             | Beschreibung                                                                       | Akten-Nr.      | Bild |
| ------------------------ | ---------------------------------- | ---------------------------------------------------------------------------------- | -------------- | ---- |
| Flur Sollasöd (Standort) | Kapelle, sogenannte Taferl-Kapelle | kleiner Granitbau mit Satteldach und spitzbogigen Öffnungen, 1931; mit Ausstattung | D-2-75-154-256 | BW   |

### Thannet
| Lage                               | Objekt                               | Beschreibung | Akten-Nr.      | Bild |
| ---------------------------------- | ------------------------------------ | --- | -------------- | ---- |
| Hartzeitlarner Straße 4 (Standort) | Bauernhaus, ehemaliges Wohnstallhaus | Zweigeschossiger und traufständiger, teilweise versteinerter Blockbau, vorschießendes Flachsatteldach mit Giebelschroten, um 1800, 1876 Dach gedreht und Stallanbau | D-2-75-154-163 | BW   |
| Pleintinger Straße 15 (Standort)   | Kleinbauernhaus                      | Zweigeschossiger und traufständiger Satteldachbau mit Dachüberstand, Blockbau-Obergeschoss und Giebelschrot, Mitte 19. Jahrhundert                                  | D-2-75-154-167 | BW   |
| Quintana-Straße 14 (Standort)      | Einfirsthof                          | Zweigeschossiger und giebelständiger Satteldachbau mit verschaltem Blockbau-Obergeschoss, 2. Viertel 19. Jahrhundert                                                | D-2-75-154-162 | BW   |

### Untertal
| Lage                      | Objekt                            | Beschreibung | Akten-Nr.      | Bild |
| ------------------------- | --------------------------------- | --- | -------------- | ---- |
| Untertal 1 (Standort)     | Wohnstallhaus eines Vierseithofes | Zweigeschossiger, giebelständiger und giebelgeteilter Frackdachbau mit zurückspringendem, verputzten Blockbau-Obergeschoss, 2. Hälfte 18. Jahrhundert | D-2-75-154-169 | BW   |
| Schafweidacker (Standort) | Feldkapelle                       | Offenes Gehäuse mit vorkragendem Flachdach und Pilastergliederung, 19. Jahrhundert                                                                    | D-2-75-154-170 | BW   |

### Weg
| Lage             | Objekt            | Beschreibung                                                  | Akten-Nr.      | Bild |
| ---------------- | ----------------- | ------------------------------------------------------------- | -------------- | ---- |
| Weg 1 (Standort) | Kapellenbildstock | Mit spitzbogiger Nische und Satteldach, Mitte 19. Jahrhundert | D-2-75-154-171 | BW   |

### Weidenhof
| Lage                                  | Objekt                                 | Beschreibung | Akten-Nr.      | Bild           |
| ------------------------------------- | -------------------------------------- | --- | -------------- | -------------- |
| Albersdorfer Hauptstraße 1 (Standort) | Wegkapelle                             | Giebelständiger Saalbau mit eingezogenem Polygonalchor, Giebeldachreiter und Werksteingliederungen, Quadermauerwerk, neugotisch, 1851; mit Ausstattung | D-2-75-154-172 | weitere Bilder |
| St 2119 (Standort)                    | Kilometerstein nach Passau und Neuhaus | Granitpfeiler, um 1880-90 | D-2-75-154-248 | weitere Bilder |
| St 2119 (Standort)                    | Kilometerstein nach Aicha und Passau   | Granitrundling, um 1900 | D-2-75-154-247 | weitere Bilder |

### Zeitlarn
| Lage                          | Objekt                                    | Beschreibung | Akten-Nr.      | Bild |
| ----------------------------- | ----------------------------------------- | --- | -------------- | ---- |
| Alte Dorfstraße 15 (Standort) | Bauernhaus                                | Zweigeschossiger und traufständiger Satteldachbau mit teilweise verschaltem Blockbau-Obergeschoss, 1. Hälfte 19. Jahrhundert, Dach später          | D-2-75-154-173 | BW   |
| Alte Dorfstraße 19 (Standort) | Bauernhaus                                | Zweigeschossiger und giebelständiger Satteldachbau mit teilweise verschaltem Blockbau-Obergeschoss, im Kern 1. Hälfte 19. Jahrhundert, Dach später | D-2-75-154-174 | BW   |
| Oberoh (Standort)             | Ehemaliges Wasserwerk der Stadt Vilshofen | Eingangsbau der Quellfassung, Massivbau teilweise unter Erdaufschüttung, mit Polygonalmauerwerk und Attikazone, bezeichnet mit 1895                | D-2-75-154-183 | BW   |

## Ehemalige Baudenkmäler
In diesem Abschnitt sind Objekte aufgeführt, die früher einmal in der Denkmalliste eingetragen waren, jetzt aber nicht mehr. Objekte, die in anderem Zusammenhang – also z. B. als Teil eines Baudenkmals – weiter eingetragen sind, sollen hier nicht aufgeführt werden. Aktennummern in diesem Abschnitt sind ehemalige, jetzt nicht mehr gültige Aktennummern.

| Lage                                            | Objekt | Beschreibung | Akten-Nr.      | Bild     |
| ----------------------------------------------- | --- | --- | -------------- | -------- |
| Vilshofen Bürg 35 (Standort)                    | Wohnhaus                                                                                                  | Zweigeschossiger und giebelständiger Satteldachbau mit Gesimsgliederung und Pilasterportal, 18. Jahrhundert | D-2-75-154-4   | Wohnhaus |
| Vilshofen Bürg 37; Bürg 39 (Standort)           | Wohnhaus                                                                                                  | Gestelzter, dreigeschossiger und giebelständiger Flachsatteldachbau, im Kern 18. Jahrhundert | D-2-75-154-3   | Wohnhaus |
| Aunkirchen Ortenburger Straße 3 (Standort)      | Wohnhaus des Vierseithofes                                                                                | Mit Blockbau-Obergeschoss und Traufschrot, Mitte 19. Jahrhundert | D-2-75-154-79  | BW       |
| Dorf 10 (Standort)                              | Bauernhaus                                                                                                | Zweigeschossiger und traufständiger Frackdachbau mit verschaltem Blockbau-Obergeschoss und Giebelschrot, 17./18. Jahrhundert, Dach später                                                                           | D-2-75-154-83  | BW       |
| Eben 14 (Standort)                              | Kleiner Einfirsthof                                                                                       | Blockbau mit Steilsatteldach, 2. Viertel 19. Jahrhundert | D-2-75-154-84  | BW       |
| Endfelden 1 (Standort)                          | Wohnstallhaus                                                                                             | Giebelseitig erschlossenes Wohnstallhaus mit Blockbau-Obergeschoss, Flachdach und Schroten, Mitte 18. Jahrhundert; zugehörig zu Vierseithof                                                                         | D-2-75-154-91  | BW       |
| Grafenmühl 4 (Standort)                         | Wohnhaus                                                                                                  | Wohnhaus, mit Blockbau-Obergeschoss und Flachdach, 2. Hälfte 18. Jahrhundert. Das Haus brannte im Jahr 2005 vollständig nieder. Nur noch Teile der Hausmauern sind erhalten. Ein Wiederaufbau ist nicht vorgesehen. | D-2-75-154-93  | Wohnhaus |
| Haid 6; südlich an Straßenabzweigung (Standort) | Wegkapelle                                                                                                | Ende 19. Jahrhundert (vermutlich Neubau) | D-2-75-154-95  | BW       |
| Holzhäuser 5 (Standort)                         | Einfirsthof                                                                                               | Blockbau z. T. massiv erneuert, im Kern 1. Hälfte 19. Jahrhundert | D-2-75-154-104 | BW       |
| Hördt 10 (Standort)                             | Ehemaliges Kleinbauernhaus                                                                                | Mit Blockbau-Obergeschoss und Flachdach, Anfang 19. Jahrhundert | D-2-75-154-101 | BW       |
| Hörgessing 4 (Standort)                         | Zugehörig freistehender Traidkasten                                                                       | Geständert, gegen Mitte 19. Jahrhundert | D-2-75-154-102 | BW       |
| Huböd 4 (Standort)                              | Wohnstallhaus des Dreiseithofes                                                                           | Mit Blockbau-Obergeschoss und Traufschrot, Mitte 19. Jahrhundert Stattlicher Steildachstadel, nach außen mit groben Schwartlingen verschlagen, gleichzeitig                                                         | D-2-75-154-106 | BW       |
| Kollmenzing 1 (Standort)                        | Wohnhaus des Vierseithofes                                                                                | Mit Blockbau-Obergeschoss, 18./19. Jahrhundert | D-2-75-154-111 | BW       |
| Maierholz 4 (Standort)                          | Kleinbauernhaus                                                                                           | z. T. zweigeschossiger Blockbau, 18. Jahrhundert, Dach, Schrot und Fenster später | D-2-75-154-117 | BW       |
| Maierholz Haus Nr. 24 (?) (Standort)            | Wohnhaus des Vierseithofes (Anmerkung: Hausnummer 24 nicht existent, Koordinaten bezeichnen Maierholz 10) | Blockbau, 18./19. Jahrhundert | D-2-75-154-121 | BW       |
| Maierholz 10 (Standort)                         | Wohnstallhaus des Vierseithofes                                                                           | Mit Blockbau-Obergeschoss, 1. Hälfte 19. Jahrhundert, Dach später | D-2-75-154-118 | BW       |
| Marterberg 22 (Standort)                        | Wohnteil des Dreiseithofes                                                                                | Zweigeschossiger Satteldachbau mit teilweisem Blockbau-Obergeschoss und Traufschrot, Mitte 19. Jahrhundert, Dach später                                                                                             | D-2-75-154-125 | BW       |
| Oberreit 55 (Standort)                          | Wohnstallhaus                                                                                             | Mit Blockbau-Obergeschoss und Flachdach, 1. Drittel 19. Jahrhundert | D-2-75-154-127 | BW       |
| Pleinting Hauptstraße 54 (Standort)             | Wohnhaus                                                                                                  | Zweigeschossiger und traufständiger Satteldachbau in Ecklage, mit Eckturm mit hohem Walmdach, wohl nach 1838 | D-2-75-154-138 | Wohnhaus |
| Pleinting Hauptstraße 58 (Standort)             | Wohnhaus                                                                                                  | Mit Schopfwalmdach, wohl 18. Jahrhundert | D-2-75-154-139 | BW       |
| Renneröd 1 (Standort)                           | Wohnhaus des Vierseithofes                                                                                | Mit Flachdach und Blockbau-Obergeschoss, bezeichnet mit 1628 | D-2-75-154-142 | BW       |
| Reut ()                                         | Einfirsthof                                                                                               | Obergeschoss-Blockbau, Mitte 19. Jahrhundert | D-2-75-154-145 |          |
| Schönerting 24 (Standort)                       | Hauptgebäude der Sägmühle                                                                                 | Dreigeschossiger und gestelzter hakenförmiger Satteldachbau mit betontem Traufgesims, 2. Viertel 19. Jahrhundert Mühlkanal mit gemauerten Ufern, 19. Jahrhundert                                                    | D-2-75-154-151 | BW       |
| Schullering Quellenweg 6 (Standort)             | Kleinbauernhaus                                                                                           | Mit Blockbau-Obergeschoss, 2. Viertel 19. Jahrhundert (Anmerkung: Die Koordinaten bezeichnen das Anwesen Schullering 4)                                                                                             | D-2-75-154-166 | BW       |
| Schwanham 8 (Standort)                          | Bauernhaus                                                                                                | Blockbau, 1. Hälfte 19. Jahrhundert | D-2-75-154-153 | BW       |
| Schwanham 12 (Standort)                         | Wohnhaus des Vierseithofes                                                                                | Mit Blockbau-Obergeschoss, im Kern 1. Hälfte 19. Jahrhundert | D-2-75-154-155 | BW       |
| Schwanham 16 (Standort)                         | Wohnhaus des Vierseithofes                                                                                | Mit Blockbau-Obergeschoss und Traufschrot, 1. Hälfte 19. Jahrhundert | D-2-75-154-156 | BW       |
| In Seestetten ? (Standort)                      | Kapelle                                                                                                   | Erbaut wohl 1874, am Westgiebel Epitaph, um 1600 | D-2-75-154-160 | BW       |
| Unterbuch 20 (Standort)                         | Wohnhaus des Vierseithofes                                                                                | Stattlicher Massivbau mit Halbwalmdach, Mitte 19. Jahrhundert | D-2-75-154-168 | BW       |
| Zeitlarn Alter Kirchweg 4 (Standort)            | Bauernhaus                                                                                                | Mit Blockbau-Obergeschoss, Traufschrot und profiliertem Sturz, 1. Drittel 19. Jahrhundert, Dach später | D-2-75-154-175 | BW       |

## Abgegangene Baudenkmäler
In diesem Abschnitt sind Objekte aufgeführt, die früher einmal in der Denkmalliste eingetragen waren, jetzt aber nicht mehr existieren, z. B. weil sie abgebrochen wurden. Aktennummern in diesem Abschnitt sind ehemalige, jetzt nicht mehr gültige Aktennummern.

| Lage                                              | Objekt                     | Beschreibung | Akten-Nr.      | Bild |
| ------------------------------------------------- | -------------------------- | --- | -------------- | ---- |
| Albersdorf Albersdorfer Hauptstraße 17 (Standort) | Wohnstallhaus              | Stattlicher zweigeschossiger und giebelständiger Blockbau mit vorschießendem, aufgesteiltem Satteldach und kleinem Traufschrot, 2. Hälfte 18. Jahrhundert     | D-2-75-154-69  | BW   |
| Seestetten Wimmstraße 12 (Standort)               | Wohnhaus des Vierseithofes | Zweigeschossiger und giebelständiger, teilweise versteinerter Blockbau mit vorschießendem Satteldach und Traufschrot, 2. Viertel 19. Jahrhundert, Dach später | D-2-75-154-159 | BW   |